# Periyanayakkanpalaiyam
Periyanayakkanpalaiyam (tamil: பெரியநாயக்கன்பாளையம்) är en ort i Indien.   Den ligger i distriktet Coimbatore och delstaten Tamil Nadu, i den södra delen av landet, 1 900 km söder om huvudstaden New Delhi. Periyanayakkanpalaiyam ligger 429 meter över havet och antalet invånare är 24 894.
Terrängen runt Periyanayakkanpalaiyam är platt åt sydost, men åt nordväst är den kuperad. Runt Periyanayakkanpalaiyam är det tätbefolkat, med 397 invånare per kvadratkilometer. Närmaste större samhälle är Coimbatore, 16,4 km söder om Periyanayakkanpalaiyam. Trakten runt Periyanayakkanpalaiyam består till största delen av jordbruksmark.